# Aegean Captain
Die Aegean Captain war ein  Öltanker, der nach einer Kollision im Juli 1979 rund 20.000 Tonnen Rohöl verlor.

## Geschichte
Das VLCC-Tankschiff wurde am 20. April 1967 mit der Baunummer 4126 bei der Werft Hitachi Zosen im japanischen Sakai auf Kiel gelegt, am 20. September 1967 als Marisa vom Stapel gelassen und am 20. März an die Auftraggeber, die Reederei Shell Tankers in London, abgeliefert. Im Jahr 1973 übertrug man das Schiff ohne Umbenennung auf die zum Shell-Konzern gehörige Reederei Curacaosche Scheepvaart Maatschappij in Willemstad. Die Marisa gehörte zu der über 22 Einheiten zählenden Shell M-Klasse, besaß eine Ladekapazität von rund 210.000 metrischen Tonnen und war 325 m lang. 1977 wurde das Schiff an eine griechische Reederei weiterverkauft und als Agean Captain für die Quadrant Shipping Corporation in Monrovia registriert.

### Unfall
Im Juli 1979 befand sich das Schiff mit einer Ladung von rund 200.000 Tonnen Rohöl an Bord auf einer Reise von Bonaire nach Singapur. Am 19. Juli 1979 kollidierte der Tanker in einem Sturm vor Tobago auf der Position φ:11,05°N; λ:061,50°W mit dem Tanker Atlantic Empress, der am 3. August 1979 sank. Der Schlepper Oceanic konnte das Feuer am Bug des Schiffs löschen. Das Schiff verlor etwa 10 % seiner Ladung, konnte jedoch nach Curaçao geschleppt werden, wo der Rest der Ölladung abgepumpt wurde. Die Agean Captain wurde nach der Kollision nicht wieder repariert, sondern ab 26. März 1980 in Kaohsiung verschrottet.